# Liefdegras
Liefdegras (Eragrostis, synoniemen: Acamptoclados, Diandrochloa, Neeragrostis) is een geslacht uit de grassenfamilie (Poaceae). Soorten uit dit geslacht worden gebruikt als veevoeder. Teff (Eragrostis tef) wordt in Ethiopië gegeten en is in Nederland soms adventief te vinden.
Eragrostis clelandii en Eragrostis tremula werden in tijden van voedselschaarste gegeten (in respectievelijk Australië en Tsjaad).
De botanische naam Eragrostis is afgeleid uit het Grieks, eros : liefde en agrostis : gras , dus : liefdegras.

## Soorten
Van liefdegras zijn de volgende soorten bekend:
- Eragrostis abessinica
- Eragrostis abortiva
- Eragrostis abrumpens
- Eragrostis abyssinica
- Eragrostis acamptoclada
- Eragrostis acicularis
- Eragrostis acraea
- Eragrostis acuminata
- Eragrostis acuta
- Eragrostis acutiflora
- Eragrostis acutiglumis
- Eragrostis acutissima
- Eragrostis adenocoleos
- Eragrostis advena
- Eragrostis aegiptioica
- Eragrostis aegyptiaca
- Eragrostis aethiopica
- Eragrostis affinis
- Eragrostis afghanica
- Eragrostis agrostoidea
- Eragrostis airaeformis
- Eragrostis airoides
- Eragrostis alba
- Eragrostis albensis
- Eragrostis albescens
- Eragrostis albida
- Eragrostis alopecuroides
- Eragrostis alta
- Eragrostis alveiformis
- Eragrostis amabilis
- Eragrostis amanda
- Eragrostis ambleia
- Eragrostis ambohibengensis
- Eragrostis amboinensis
- Eragrostis amboinicea
- Eragrostis ambositrensis
- Eragrostis ambrensis
- Eragrostis amherstiana
- Eragrostis amoena
- Eragrostis amurensis
- Eragrostis anacrantha
- Eragrostis anacranthoides
- Eragrostis ancashensis
- Eragrostis andicola
- Eragrostis andongensis
- Eragrostis angolensis
- Eragrostis angusta
- Eragrostis annulata
- Eragrostis apiculata
- Eragrostis aquatica
- Eragrostis arabica
- Eragrostis araiostachya
- Eragrostis arenicola
- Eragrostis argentina
- Eragrostis arida
- Eragrostis aristata
- Eragrostis aristiglumis
- Eragrostis articulata
- Eragrostis arundinacea
- Eragrostis aspera
- Eragrostis assyriaca
- Eragrostis astrepta
- Eragrostis astreptoclada
- Eragrostis atherstonei
- Eragrostis atherstonii
- Eragrostis atropioides
- Eragrostis atropurpurea
- Eragrostis atrovirens
- Eragrostis atroviridis
- Eragrostis attentuta
- Eragrostis attenuata
- Eragrostis aturensis
- Eragrostis aulacosperma
- Eragrostis aurea
- Eragrostis aurea
- Eragrostis auriculata
- Eragrostis aurorae
- Eragrostis australasica
- Eragrostis australiensis
- Eragrostis autumnalis
- Eragrostis bagdadensis
- Eragrostis baguirmiensis
- Eragrostis bahamensis
- Eragrostis bahiensis
- Eragrostis balgooyi
- Eragrostis barbata
- Eragrostis barbeyi
- Eragrostis barbiglumis
- Eragrostis barbinodis
- Eragrostis barbulaia
- Eragrostis barbulata
- Eragrostis barrelieri
- Eragrostis barteri
- Eragrostis basedowii
- Eragrostis basilepis
- Eragrostis beguinotii
- Eragrostis bella
- Eragrostis bemarivensis
- Eragrostis benguelensis
- Eragrostis beninensis
- Eragrostis benthami
- Eragrostis benthamii
- Eragrostis bequaertii
- Eragrostis bergiana
- Eragrostis beroensis
- Eragrostis berteroana
- Eragrostis berteroniana
- Eragrostis betsileensis
- Eragrostis beyrichii
- Eragrostis bicolor
- Eragrostis bifaria
- Eragrostis biflora
- Eragrostis biformis
- Eragrostis bipinnata
- Eragrostis bithynica
- Eragrostis blastocaulos
- Eragrostis bleeseri
- Eragrostis blepharoglumis
- Eragrostis blepharolepis
- Eragrostis blepharophylla
- Eragrostis blepharostachya
- Eragrostis boehmii
- Eragrostis böhmii
- Eragrostis boinensis
- Eragrostis boivinii
- Eragrostis boliviensis
- Eragrostis boriana
- Eragrostis boryana
- Eragrostis borysthenica
- Eragrostis botryodes
- Eragrostis botteri
- Eragrostis bovonei
- Eragrostis brachyphylla
- Eragrostis brachypodon
- Eragrostis brainii
- Eragrostis brasiliana
- Eragrostis brasiliensis
- Eragrostis braunii
- Eragrostis breviculmis
- Eragrostis brevifolia
- Eragrostis brevispica
- Eragrostis brizantha
- Eragrostis brizoides
- Eragrostis bromoides
- Eragrostis browneana
- Eragrostis brownei
- Eragrostis brownii
- Eragrostis buchanani
- Eragrostis buchananii
- Eragrostis buchtienii
- Eragrostis buehananii
- Eragrostis bulbillifera
- Eragrostis burchellii
- Eragrostis burmanica
- Eragrostis burttdavii
- Eragrostis caelachyrum
- Eragrostis caesia
- Eragrostis caespitosa
- Eragrostis calantha
- Eragrostis calotheca
- Eragrostis cambessediana
- Eragrostis camerunensis
- Eragrostis capensis
- Eragrostis campestris
- Eragrostis canescens
- Eragrostis caniflora
- Eragrostis capensis
- Eragrostis capillacea
- Eragrostis capillaris
- Eragrostis capillifolia
- Eragrostis capitata
- Eragrostis capitula
- Eragrostis capitulifera
- Eragrostis capuronii
- Eragrostis carazensis
- Eragrostis carolinensis
- Eragrostis caroliniana
- Eragrostis cassa
- Eragrostis castellaneana
- Eragrostis cataclasta
- Eragrostis caudata
- Eragrostis cenchroides
- Eragrostis cenolepis
- Eragrostis cephalotes
- Eragrostis cernua
- Eragrostis chabouisii
- Eragrostis chaetophylla
- Eragrostis chalarantha
- Eragrostis chalarothyrsos
- Eragrostis chalcantha
- Eragrostis chapelieri
- Eragrostis chapellieri
- Eragrostis chariis
- Eragrostis chaunantha
- Eragrostis chilensis
- Eragrostis chiquitaniensis
- Eragrostis chloromelas
- Eragrostis cilianenis
- Eragrostis cilianensis
- Eragrostis ciliarensis
- Eragrostis ciliaris
- Eragrostis ciliasis
- Eragrostis ciliata
- Eragrostis ciliolata
- Eragrostis cimicina
- Eragrostis cinnaefomnis
- Eragrostis citianensis
- Eragrostis clelandii
- Eragrostis coarctata
- Eragrostis coelachyrum
- Eragrostis coerulea
- Eragrostis cognata
- Eragrostis collettii
- Eragrostis collina
- Eragrostis collocarpa
- Eragrostis comata
- Eragrostis compacta
- Eragrostis compta
- Eragrostis comptonii
- Eragrostis concinna
- Eragrostis condensata
- Eragrostis conertii
- Eragrostis conferta
- Eragrostis confertiflora
- Eragrostis confinis
- Eragrostis congesta
- Eragrostis conradi
- Eragrostis conradii
- Eragrostis conrathii
- Eragrostis contigua
- Eragrostis contracta
- Eragrostis contrerasii
- Eragrostis contristata
- Eragrostis cordobensis
- Eragrostis coromandelina
- Eragrostis costata
- Eragrostis crassa
- Eragrostis crassinervis
- Eragrostis crateriformis
- Eragrostis cretacea
- Eragrostis cubensis
- Eragrostis cumingii
- Eragrostis curlula
- Eragrostis cursula
- Eragrostis curtipedicellata
- Eragrostis curvala
- Eragrostis curvula
- Eragrostis cuspidata
- Eragrostis cylindrica
- Eragrostis cylindriflora
- Eragrostis cylindrispica
- Eragrostis cynosuroides
- Eragrostis cyperoides
- Eragrostis dakarensis
- Eragrostis damiensiana
- Eragrostis dayanandanii
- Eragrostis deccanensis
- Eragrostis decidua
- Eragrostis decipiens
- Eragrostis decumbens
- Eragrostis deflexa
- Eragrostis dekindtii
- Eragrostis delicatula
- Eragrostis densa
- Eragrostis densiflora
- Eragrostis densissima
- Eragrostis dentifera
- Eragrostis denudata
- Eragrostis depallens
- Eragrostis depauperata
- Eragrostis deqenensis
- Eragrostis deserticola
- Eragrostis desertorum
- Eragrostis desolata
- Eragrostis despiciens
- Eragrostis devolvens
- Eragrostis diandra
- Eragrostis diarrhena
- Eragrostis dielsii
- Eragrostis dieterlenii
- Eragrostis diffusa
- Eragrostis diminuta
- Eragrostis dinteri
- Eragrostis diomedearum
- Eragrostis diplachnoides
- Eragrostis diplostachya
- Eragrostis disffusa
- Eragrostis distans
- Eragrostis divaricata
- Eragrostis diversiflora
- Eragrostis dolichostachya
- Eragrostis domingensis
- Eragrostis dumasiana
- Eragrostis dura
- Eragrostis ecarinata
- Eragrostis echinochloidea
- Eragrostis echinochoidea
- Eragrostis echinocloidea
- Eragrostis egregia
- Eragrostis eichingeri
- Eragrostis ekmanii
- Eragrostis ekmannii
- Eragrostis elata
- Eragrostis elatior
- Eragrostis elegans
- Eragrostis elegantissima
- Eragrostis elegantula
- Eragrostis elisabethae
- Eragrostis elliotti
- Eragrostis elliottii
- Eragrostis elongata
- Eragrostis elongato-compressa
- Eragrostis elytroblephara
- Eragrostis emarginata
- Eragrostis emsonii
- Eragrostis enodis
- Eragrostis equitans
- Eragrostis eragrostis
- Eragrostis eriopoda
- Eragrostis erosa
- Eragrostis erythrogona
- Eragrostis eucampta
- Eragrostis euchroa
- Eragrostis exasperata
- Eragrostis excelsa
- Eragrostis exelliana
- Eragrostis exigua
- Eragrostis eximia
- Eragrostis expansa
- Eragrostis falcata
- Eragrostis fallax
- Eragrostis fascicularis
- Eragrostis fasciculata
- Eragrostis fastigiata
- Eragrostis fauriei
- Eragrostis fendleriana
- Eragrostis fenshamii
- Eragrostis ferruginea
- Eragrostis filicaulis
- Eragrostis filiformis
- Eragrostis fimbrillata
- Eragrostis firma
- Eragrostis flaccida
- Eragrostis flamignii
- Eragrostis flavescens
- Eragrostis flavicans
- Eragrostis fleuryi
- Eragrostis flexuosa
- Eragrostis floccosa
- Eragrostis floribunda
- Eragrostis floridana
- Eragrostis fluviatilis
- Eragrostis formosana
- Eragrostis fosbergii
- Eragrostis fractus
- Eragrostis fragilis
- Eragrostis frankii
- Eragrostis frederici
- Eragrostis friesii
- Eragrostis fruticans
- Eragrostis fumigata
- Eragrostis galpinii
- Eragrostis gangetica
- Eragrostis geniculata
- Eragrostis georgi
- Eragrostis georgii
- Eragrostis geyeri
- Eragrostis gigantea
- Eragrostis glabrata
- Eragrostis glandulosa
- Eragrostis glandulosipedata
- Eragrostis glanvillei
- Eragrostis glareosa
- Eragrostis glischra
- Eragrostis gloeodes
- Eragrostis gloeophylla
- Eragrostis glomerata
- Eragrostis glumacea
- Eragrostis glutonosa
- Eragrostis gracilis
- Eragrostis gracillima
- Eragrostis grandiflora
- Eragrostis grandis
- Eragrostis guangxiensis
- Eragrostis guatemalensis
- Eragrostis guianensis
- Eragrostis guineensis
- Eragrostis guingensis
- Eragrostis gummiflua
- Eragrostis gymnorhachis
- Eragrostis habrantha
- Eragrostis hackeliana
- Eragrostis hackelii
- Eragrostis hackellii
- Eragrostis haenkei
- Eragrostis hagerupii
- Eragrostis hainanensis
- Eragrostis halophila
- Eragrostis hapalantha
- Eragrostis hararensis
- Eragrostis harpachnoides
- Eragrostis hasskarli
- Eragrostis hawaiiensis
- Eragrostis henrardii
- Eragrostis hereroensis
- Eragrostis heteromera
- Eragrostis hierniana
- Eragrostis hildebrandtii
- Eragrostis hirsuta
- Eragrostis hirsutissima
- Eragrostis hirta
- Eragrostis hirticaulis
- Eragrostis hispida
- Eragrostis hobdyi
- Eragrostis hochstetteri
- Eragrostis hocki
- Eragrostis holstii
- Eragrostis homblei
- Eragrostis homomalla
- Eragrostis hondurensis
- Eragrostis horizontalis
- Eragrostis hornemanniana
- Eragrostis hosakae
- Eragrostis hosakai
- Eragrostis hosokai
- Eragrostis houchstetteri
- Eragrostis hugoniana
- Eragrostis huillensis
- Eragrostis humbertii
- Eragrostis humidicola
- Eragrostis humifusa
- Eragrostis hybrid
- Eragrostis hygrophila
- Eragrostis hypnodes
- Eragrostis hypnoides
- Eragrostis ichmaniaxe
- Eragrostis imbecilla
- Eragrostis imberbis
- Eragrostis inamoena
- Eragrostis incana
- Eragrostis inconstans
- Eragrostis incrassata
- Eragrostis indica
- Eragrostis infecunda
- Eragrostis infirma
- Eragrostis insulatlantica
- Eragrostis intermedia
- Eragrostis interrupta
- Eragrostis invalida
- Eragrostis jacobsiana
- Eragrostis jacquini
- Eragrostis japonica
- Eragrostis jardinei
- Eragrostis jeffreysii
- Eragrostis jeholensis
- Eragrostis jerichoensis
- Eragrostis kalinaensis
- Eragrostis karasbergensis
- Eragrostis katandensis
- Eragrostis keniensis
- Eragrostis kennedyae
- Eragrostis kingesii
- Eragrostis kinshasaensis
- Eragrostis kivuensis
- Eragrostis kiwuensis
- Eragrostis kneuckeri
- Eragrostis koenigii
- Eragrostis kohorica
- Eragrostis kossinskyi
- Eragrostis kuchariana
- Eragrostis kuschelii
- Eragrostis kwaiensis
- Eragrostis kwamouthensis
- Eragrostis lacunaria
- Eragrostis laetevirens
- Eragrostis laeviglumis
- Eragrostis laevissima
- Eragrostis lamarckii
- Eragrostis lamprospicula
- Eragrostis lanicaulis
- Eragrostis laniflora
- Eragrostis lanipes
- Eragrostis lappula
- Eragrostis lasiantha
- Eragrostis lasioclada
- Eragrostis lasiophylla
- Eragrostis lasseri
- Eragrostis lateritica
- Eragrostis latifolia
- Eragrostis laxa
- Eragrostis laxiflora
- Eragrostis laxissima
- Eragrostis ledermannii
- Eragrostis leersiiformis
- Eragrostis leersioides
- Eragrostis lehmanniana
- Eragrostis lehmannii
- Eragrostis leioptera
- Eragrostis leonina
- Eragrostis lepida
- Eragrostis lepidobasis
- Eragrostis leprieurii
- Eragrostis leptantha
- Eragrostis leptocalymma
- Eragrostis leptocarpa
- Eragrostis leptophylla
- Eragrostis leptostachya
- Eragrostis leptostachys
- Eragrostis leptotricha
- Eragrostis leucosticta
- Eragrostis lichiangensis
- Eragrostis limbata
- Eragrostis lincangensis
- Eragrostis lindeniana
- Eragrostis lindmani
- Eragrostis lindmanii
- Eragrostis linearis
- Eragrostis lingulata
- Eragrostis linkii
- Eragrostis linozodes
- Eragrostis lobata
- Eragrostis lolioides
- Eragrostis longeradiata
- Eragrostis longifolia
- Eragrostis longipaniculata
- Eragrostis longipedicellata
- Eragrostis longipes
- Eragrostis longipila
- Eragrostis longiramea
- Eragrostis longispicula
- Eragrostis lugens
- Eragrostis lukwangulensis
- Eragrostis lumeneensis
- Eragrostis lurida
- Eragrostis lutensis
- Eragrostis lutescens
- Eragrostis luxoniensis
- Eragrostis luzoniensis
- Eragrostis mabiana
- Eragrostis machrochlamys
- Eragrostis macilenta
- Eragrostis macra
- Eragrostis macrochlamys
- Eragrostis macropoda
- Eragrostis macrothyrsa
- Eragrostis madagascariensis
- Eragrostis maderaspatana
- Eragrostis magna
- Eragrostis mairei
- Eragrostis major
- Eragrostis majungensis
- Eragrostis makinoi
- Eragrostis malayana
- Eragrostis mandrarensis
- Eragrostis mangalorica
- Eragrostis manikensis
- Eragrostis margaritacea
- Eragrostis mariae
- Eragrostis maritima
- Eragrostis marlothii
- Eragrostis marquisensis
- Eragrostis matogrossensis
- Eragrostis mattogrossensis
- Eragrostis mauiensis
- Eragrostis mauritii
- Eragrostis maxima
- Eragrostis maypurensis
- Eragrostis meesii
- Eragrostis megalosperma
- Eragrostis megalostachya
- Eragrostis megapotamica
- Eragrostis megastachya
- Eragrostis membranacea
- Eragrostis mendozina
- Eragrostis meratiana
- Eragrostis mexicana
- Eragrostis micrantha
- Eragrostis microcarpa
- Eragrostis microsperma
- Eragrostis microstachya
- Eragrostis mildbraedii
- Eragrostis milleflora
- Eragrostis millettii
- Eragrostis milnei
- Eragrostis minima
- Eragrostis minor
- Eragrostis minutiflora
- Eragrostis moggii
- Eragrostis mokensis
- Eragrostis mollior
- Eragrostis molokaiensis
- Eragrostis molybdea
- Eragrostis monandra
- Eragrostis monodii
- Eragrostis montana
- Eragrostis monticola
- Eragrostis montufari
- Eragrostis moritzii
- Eragrostis mossulensis
- Eragrostis mucronata
- Eragrostis muerensis
- Eragrostis multicaulis
- Eragrostis multiflora
- Eragrostis multipes
- Eragrostis multipilosa
- Eragrostis multispicula
- Eragrostis namaquensis
- Eragrostis nardoides
- Eragrostis natalensis
- Eragrostis nebulosa
- Eragrostis neesii
- Eragrostis neo-mexicana
- Eragrostis neomexicana
- Eragrostis nervosa
- Eragrostis nevinii
- Eragrostis newinii
- Eragrostis nigerica
- Eragrostis nigra
- Eragrostis niihauensis
- Eragrostis nindensis
- Eragrostis nitida
- Eragrostis niwahokori
- Eragrostis novo-caledonica
- Eragrostis novocaledonica
- Eragrostis nutans
- Eragrostis nuttalliana
- Eragrostis obtusa
- Eragrostis obtusiflora
- Eragrostis oldfieldii
- Eragrostis olida
- Eragrostis oligostachya
- Eragrostis olivacea
- Eragrostis olmedi
- Eragrostis omahekensis
- Eragrostis orcuttiana
- Eragrostis oreophila
- Eragrostis orientalis
- Eragrostis orthoclada
- Eragrostis ovina
- Eragrostis owariensis
- Eragrostis oxylepis
- Eragrostis palisoti
- Eragrostis pallens
- Eragrostis pallescens
- Eragrostis pallida
- Eragrostis palmeri
- Eragrostis palustris
- Eragrostis panamensis
- Eragrostis paniciformis
- Eragrostis panicoides
- Eragrostis paniculata
- Eragrostis panormitana
- Eragrostis paposa
- Eragrostis pappiana
- Eragrostis pappii
- Eragrostis papposa
- Eragrostis paradoxa
- Eragrostis parviflora
- Eragrostis parviglumis
- Eragrostis parvula
- Eragrostis pascua
- Eragrostis passa
- Eragrostis pastoensis
- Eragrostis patens
- Eragrostis patentipilosa
- Eragrostis patentiflora
- Eragrostis patentissima
- Eragrostis patula
- Eragrostis pauciflora
- Eragrostis paupera
- Eragrostis pectinacea
- Eragrostis pellucida
- Eragrostis pendula
- Eragrostis pensylvanica
- Eragrostis perbella
- Eragrostis peregrina
- Eragrostis perennans
- Eragrostis perennis
- Eragrostis pergracilis
- Eragrostis perlaxa
- Eragrostis perplexa
- Eragrostis perricri
- Eragrostis perrieri
- Eragrostis peruviana
- Eragrostis petersii
- Eragrostis petraea
- Eragrostis petrensis
- Eragrostis phaeantha
- Eragrostis philippica
- Eragrostis phleoides
- Eragrostis phyllacantha
- Eragrostis piercii
- Eragrostis pilgeri
- Eragrostis pilgeriana
- Eragrostis pilifera
- Eragrostis pilosa of Straatliefdegras
- Eragrostis pilosissima
- Eragrostis pilosiuscula
- Eragrostis plana
- Eragrostis planiculmis
- Eragrostis platyphylla
- Eragrostis platystachys
- Eragrostis plumbea
- Eragrostis plumosa
- Eragrostis plurigluma
- Eragrostis plurinodis
- Eragrostis poa
- Eragrostis poaeformis
- Eragrostis poaeoides
- Eragrostis poaoides
- Eragrostis poculiformis
- Eragrostis podotricha
- Eragrostis poecilantha
- Eragrostis poeformis
- Eragrostis pogonia
- Eragrostis poheguinii
- Eragrostis poioides
- Eragrostis polyademia
- Eragrostis polyadenia
- Eragrostis polyantha
- Eragrostis polymorpha
- Eragrostis polyneura
- Eragrostis polysperma
- Eragrostis polytricha
- Eragrostis polytrichia
- Eragrostis pooides
- Eragrostis porosa
- Eragrostis potamophila
- Eragrostis praetermissa
- Eragrostis pringlei
- Eragrostis procera
- Eragrostis procerior
- Eragrostis procumbens
- Eragrostis prolifera
- Eragrostis propinqua
- Eragrostis psammodes
- Eragrostis psammophila
- Eragrostis pseudo-obtusa
- Eragrostis pseudo-teff
- Eragrostis pseudohispida
- Eragrostis pseudonigra
- Eragrostis pseudopoa
- Eragrostis pseudosclerantha
- Eragrostis puberula
- Eragrostis pubescens
- Eragrostis pubiculmis
- Eragrostis pulchella
- Eragrostis pulchra
- Eragrostis pumila
- Eragrostis punctata
- Eragrostis punctiglandulosa
- Eragrostis purpurascens
- Eragrostis purpureo-pedicellata
- Eragrostis purpusii
- Eragrostis purshii
- Eragrostis pusilla
- Eragrostis pusillus
- Eragrostis pycnantha
- Eragrostis pycnostachys
- Eragrostis pygmaea
- Eragrostis quadriflora
- Eragrostis quinquenervis
- Eragrostis quintasii
- Eragrostis quitensis
- Eragrostis racemosa
- Eragrostis rachitricha
- Eragrostis rahmeri
- Eragrostis ramosa
- Eragrostis rankingi
- Eragrostis rankingii
- Eragrostis rara
- Eragrostis raynaliana
- Eragrostis reflexa
- Eragrostis refracta
- Eragrostis refractra
- Eragrostis rejuvenescens
- Eragrostis remotiflora
- Eragrostis reptans
- Eragrostis retinens
- Eragrostis retinorrhoea
- Eragrostis rhachitricha
- Eragrostis rigida
- Eragrostis rigidifolia
- Eragrostis rigidior
- Eragrostis rigidiuscula
- Eragrostis riobrancensis
- Eragrostis riparia
- Eragrostis rivalis
- Eragrostis robusta
- Eragrostis rogersii
- Eragrostis rojasii
- Eragrostis rothii
- Eragrostis rotifer
- Eragrostis rottleri
- Eragrostis rubens
- Eragrostis rubida
- Eragrostis rubiginosa
- Eragrostis rufescens
- Eragrostis rufinerva
- Eragrostis rupestris
- Eragrostis sabinae
- Eragrostis sabulicola
- Eragrostis sabulosa
- Eragrostis salsmanni
- Eragrostis salzmanii
- Eragrostis salzmannii
- Eragrostis sambiranensis
- Eragrostis santapaui
- Eragrostis sapini
- Eragrostis saresberiensis
- Eragrostis sarmentosa
- Eragrostis saxatilis
- Eragrostis scabra
- Eragrostis scabriflora
- Eragrostis scaligera
- Eragrostis schimperi
- Eragrostis schultzii
- Eragrostis schweinfurtbiana
- Eragrostis schweinfurthiana
- Eragrostis schweinfurthii
- Eragrostis sclerantha
- Eragrostis sclerochlaena
- Eragrostis sclerophylla
- Eragrostis scopelophila
- Eragrostis scotelliana
- Eragrostis scribneriana
- Eragrostis secunda
- Eragrostis secundiflora
- Eragrostis seineri
- Eragrostis seminuda
- Eragrostis senegalensis
- Eragrostis sennii
- Eragrostis sericata
- Eragrostis serpula
- Eragrostis sessilispica
- Eragrostis seticaulis
- Eragrostis setifolia
- Eragrostis setulifera
- Eragrostis sicula
- Eragrostis silveana
- Eragrostis simplex
- Eragrostis simpliciflora
- Eragrostis singuaensis
- Eragrostis solida
- Eragrostis soraria
- Eragrostis soratensis
- Eragrostis sororia
- Eragrostis spartenoides
- Eragrostis spartinoides
- Eragrostis speciosa
- Eragrostis spectabilis
- Eragrostis speirostachya
- Eragrostis spicata
- Eragrostis spicigera
- Eragrostis spinosa
- Eragrostis sporoboloides
- Eragrostis squamata
- Eragrostis squarrosa
- Eragrostis stachyphylla
- Eragrostis stagnalis
- Eragrostis stapfii
- Eragrostis starosselskyi
- Eragrostis stenoclada
- Eragrostis stenophylla
- Eragrostis stenosoma
- Eragrostis stenostachya
- Eragrostis stenothyrsa
- Eragrostis stentiae
- Eragrostis sterilis
- Eragrostis stolonifera
- Eragrostis stolzii
- Eragrostis striata
- Eragrostis stricta
- Eragrostis strigosa
- Eragrostis suaveolens
- Eragrostis subaequiglumis
- Eragrostis subaristata
- Eragrostis subatra
- Eragrostis subsecunda
- Eragrostis subtilis
- Eragrostis subtriflora
- Eragrostis subulata
- Eragrostis sudanica
- Eragrostis sudans
- Eragrostis superba
- Eragrostis swalleni
- Eragrostis swallenii
- Eragrostis sylviae
- Eragrostis taffzagra
- Eragrostis tatarica
- Eragrostis tef
- Eragrostis tenax
- Eragrostis tenella
- Eragrostis tenellula
- Eragrostis tenuiflora
- Eragrostis tenuifolia
- Eragrostis tenuis
- Eragrostis tenuissima
- Eragrostis tephrosanthos
- Eragrostis terebinthacea
- Eragrostis terecaulis
- Eragrostis terrestris
- Eragrostis thalassica
- Eragrostis theinlwinii
- Eragrostis tholloni
- Eragrostis thollonii
- Eragrostis thraulostachys
- Eragrostis thunbergiana
- Eragrostis thunbergii
- Eragrostis thyrsiflora
- Eragrostis thyrsoidea
- Eragrostis timorensis
- Eragrostis tincta
- Eragrostis tinge-lingua
- Eragrostis trachyantha
- Eragrostis trachycarpa
- Eragrostis trachyphylla
- Eragrostis tracyi
- Eragrostis transvaalensis
- Eragrostis tremula
- Eragrostis trepidula
- Eragrostis triangularis
- Eragrostis trichocolea
- Eragrostis trichocordia
- Eragrostis trichodes
- Eragrostis trichoides
- Eragrostis trichophora
- Eragrostis trichophylla
- Eragrostis tricuspis
- Eragrostis tridentata
- Eragrostis triflora
- Eragrostis trimucronata
- Eragrostis triquetra
- Eragrostis tristis
- Eragrostis triticea
- Eragrostis truncata
- Eragrostis tubiformis
- Eragrostis turgida
- Eragrostis udawnensis
- Eragrostis uniglumis
- Eragrostis uninervia
- Eragrostis uniolae
- Eragrostis unioloides
- Eragrostis unionis
- Eragrostis urbaniana
- Eragrostis urvillei
- Eragrostis usambarensis
- Eragrostis uvida
- Eragrostis vacillans
- Eragrostis vahlii
- Eragrostis valida
- Eragrostis vallsiana
- Eragrostis vanderystii
- Eragrostis vansonii
- Eragrostis variabilis
- Eragrostis variegata
- Eragrostis vatovae
- Eragrostis velutina
- Eragrostis venustula
- Eragrostis verae-crucis
- Eragrostis vernix
- Eragrostis verticillata
- Eragrostis viguieri
- Eragrostis villamontana
- Eragrostis villosa
- Eragrostis villosipes
- Eragrostis vinicolor
- Eragrostis virescens
- Eragrostis virginica
- Eragrostis virletii
- Eragrostis viscosa
- Eragrostis volgensis
- Eragrostis volkensii
- Eragrostis vulcanica
- Eragrostis vulgaris
- Eragrostis wahowensis
- Eragrostis walkeri
- Eragrostis walteri
- Eragrostis warburgii
- Eragrostis warmingii
- Eragrostis weberae
- Eragrostis weberbaueri
- Eragrostis weigeltiana
- Eragrostis welwitschii
- Eragrostis whitneyi
- Eragrostis wightiana
- Eragrostis willdenoviana
- Eragrostis willdenowiana
- Eragrostis willdenowii
- Eragrostis wilmaniae
- Eragrostis wilmsii
- Eragrostis xerophila
- Eragrostis yemenica
- Eragrostis yemensis
- Eragrostis yucatana
- Eragrostis zeylanica